# Adelaide Kötter
Adelaide Kötter SSpS (* 24. Januar 1907 in Freeport, Stearns County, Vereinigte Staaten; † 18. März 1943 in der Bismarcksee) war eine deutsch-amerikanische römisch-katholische Ordensfrau, Missionarin und Märtyrin.

## Leben
Agnes Kötter (englisch: Koetter) wurde als Kind deutschstämmiger Eltern in Freeport, Minnesota, im Bistum Saint Cloud geboren. Drei ihrer Tanten waren im Kloster, eine ihrer Schwestern war Benediktinerin in St. Cloud (Minnesota), Bischof Leo Arkfeld (1912–1999) war ihr Neffe. Sie schloss die Oberschule in St. Joseph (Minnesota) ab und trat am 29. September 1926 in Techny in das Ordenshaus der Steyler Missionare ein und wurde am 6. Juli 1927 unter dem Ordensnamen Adelaide als Steyler Missionsschwester eingekleidet. 1929 legte sie die Zeitlichen Gelübde und 1935 die Ewigen Gelübde ab. Nach einer Ausbildung als Lehrerin brach sie am 4. August 1937 nach Alexishafen (Neuguinea) auf. Ab Januar 1938 wirkte sie als Lehrerin auf der Insel Kairiru. Ihre Oberin war Heriberta Joeris, ihr Bischof Josef Lörks. Unterstützt wurde sie von Pater Arthur Clement Andrew Manion (1901–1943). Nach der Besetzung von Papua-Neuguinea durch japanische Invasionstruppen 1942 wurde sie am 18. März 1943 zusammen mit Bischof Josef Lörks und zahlreichen weiteren Missionaren und Ordensschwestern auf dem Zerstörer Akikaze hingerichtet und ins Meer geworfen.

## Gedenken
Die Römisch-katholische Kirche in Deutschland hat Schwester Adelaide Kötter als Märtyrin in das deutsche Martyrologium des 20. Jahrhunderts aufgenommen.
In ihrem amerikanischen Heimatort wurde ihr zu Ehren eine Grotte errichtet.